# Kniven

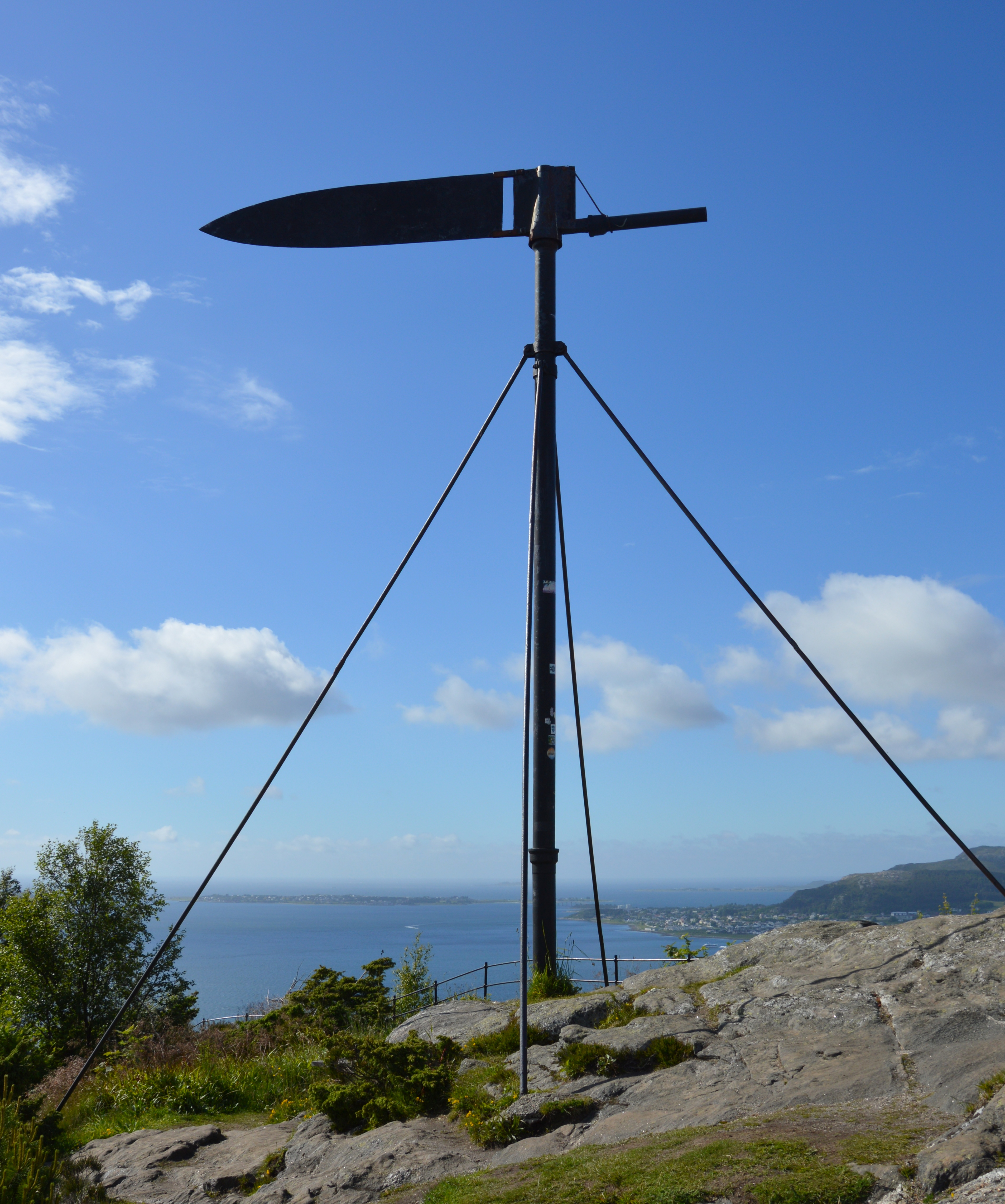
Kniven, 2017

Kniven ist ein Aussichtspunkt auf dem Berg Aksla in der norwegischen Stadt Ålesund.
Der nordöstlich etwas oberhalb des Aussichtspunkts Fjellstua gelegene Kniven, befindet sich auf einer Höhe von etwa 157 Metern und bietet einen weiten Blick über Ålesund und die umgebende Fjordlandschaft. Zwischen 1861 und 1863 wurde hier eine Windfahne aufgestellt, die aufgrund ihres Erscheinungsbilds als Kniven (deutsch Messer) bezeichnet wird. Etwas unterhalb des Aussichtspunktes befindet sich das Kristofer-Randers-Denkmal.